# Aeroportul Internațional Changsha Huanghua
Aeroportul Internațional Changsha Huanghua (în chineză: 长沙黄花国际机场) (IATA: CSX, ICAO: ZGHA) este un aeroport din Hunan, Republica Populară Chineză ce deservește zona Changsha. Aeroportul a fost tranzitat în 2022 de 12.508.779 de pasageri. A fost deschis în 1989 și numit după zona deservită.
Situat la o altitudine de 67 m, aeroportul dispune de 1 pistă.

## Infrastructură

### Piste
Aeroportul dispune de o singură pistă. Pista 18/36 are suprafața de asfalt și dimensiunile 3.200 m × 45 m. 